# Carbasea carbasea
Carbasea carbasea är en mossdjursart som först beskrevs av Ellis och Daniel Solander 1786.  Carbasea carbasea ingår i släktet Carbasea och familjen Flustridae. Arten är reproducerande i Sverige. Inga underarter finns listade i Catalogue of Life.